# ボージャーシティ (ルイジアナ州)
ボージャーシティ（Bossier City [ˈboʊʒər sɪti]）は、アメリカ合衆国ルイジアナ州北西部に位置する都市。州第3の都市シュリーブポートとレッド川を挟んだ対岸に位置する。人口は6万2701人（2020年）。シュリーブポート・ボージャーシティ都市圏は、カドー・ボージャー両郡を中心に3郡にまたがる。
ボージャーシティはボージャー郡最大の都市であり、また市の名前からも郡庁所在地と思われやすいが、実際には、ボージャー郡の郡庁はボージャーシティではなく、その北20kmに位置するベントンに置かれている。

## 歴史
今日のボージャーシティがあるこの地の起源は1830年代のエリジアン・グローブ・プランテーションに遡る。このプランテーションには河港があり、綿花、トウモロコシやサツマイモが蒸気船に積み込まれて東海岸や南部各地の市場へと運ばれた。やがて南北戦争が開戦すると、この河港から兵士が蒸気船に乗って戦場へと送られた。その後1880年代に入り、このプランテーションが孫の代に受け継がれると、創設者夫婦の孫娘がこの地に将来性を感じ、創設されたばかりであったボージャーシティに土地を売却した。その後間もなく、この地は発展し始めた。
交通網の確立も村の成長を促した。1884年にはシュリーブポート・アンド・パシフィック鉄道が、1888年にはシュリーブポート・アンド・アーカンソー鉄道が、1909年にはルイジアナ・アーカンソー鉄道が、そして1918年にはディキシー・オーバーランド・ハイウェイが開通し、そのいずれもがボージャーシティを通った。加えて、20世紀初頭に石油が見つかると、ボージャーシティは対岸のシュリーブポートと同様に、石油産業で急速に発展した。
1925年に起きた大火はボージャーシティ中心部の半分を焼き尽くした。この大火を契機に、ボージャーシティの水利や火災報知器が一新され、市庁舎が新築された。
20世紀中盤、ボージャーシティは市内を通る国道80号線沿いの、「ボージャー・ストリップ」と呼ばれる、ラスベガスのストリップに喩えられた歓楽街で知られた。レッド川に架かるテキサス・アベニュー・ブリッジ（現ロング・アレン橋）からウェブスター郡との郡境に至るまで、国道沿いにはナイトクラブが建ち並んだ。
1990年代に入ると、シュリーブポートと同様に、ボージャーシティのレッド河畔にもカジノが建ち始めた。「ミスター・ボージャー」とも呼ばれたジョージ・デメントの施政下、1989-2005年には、カジノの収益を元に、センチュリーリンク・センターの建設やルイジアナ・ボードウォークの整備といった大型プロジェクトが次々と進められた。また、デメントは市長選において、ダラスからボージャーシティへのアムトラック路線誘致を公約に掲げていた。

## 地理
ボージャーシティは北緯32度31分29秒 西経93度42分50秒 / 北緯32.52472度 西経93.71389度に位置している。シュリーブポートとはミシシッピ川の支流であるレッド川を挟んだ対岸に位置しており、同市最大の郊外都市となっている。
アメリカ合衆国国勢調査局によると、ボージャーシティ市は総面積111.8km2（43.2mi2）である。そのうち109.7km2（42.4mi2）が陸地で2.1km2（0.8mi2）が水域である。総面積の1.89%が水域となっている。
ボージャーシティの市域はレッド川の北東岸、ほぼ平坦な地形の上に広がっている。標高は市庁舎の位置で52mである。市域内にはフラット川やレッド・シュート・バイユー、マックス・バイユーといった小さな川がたくさん流れている。

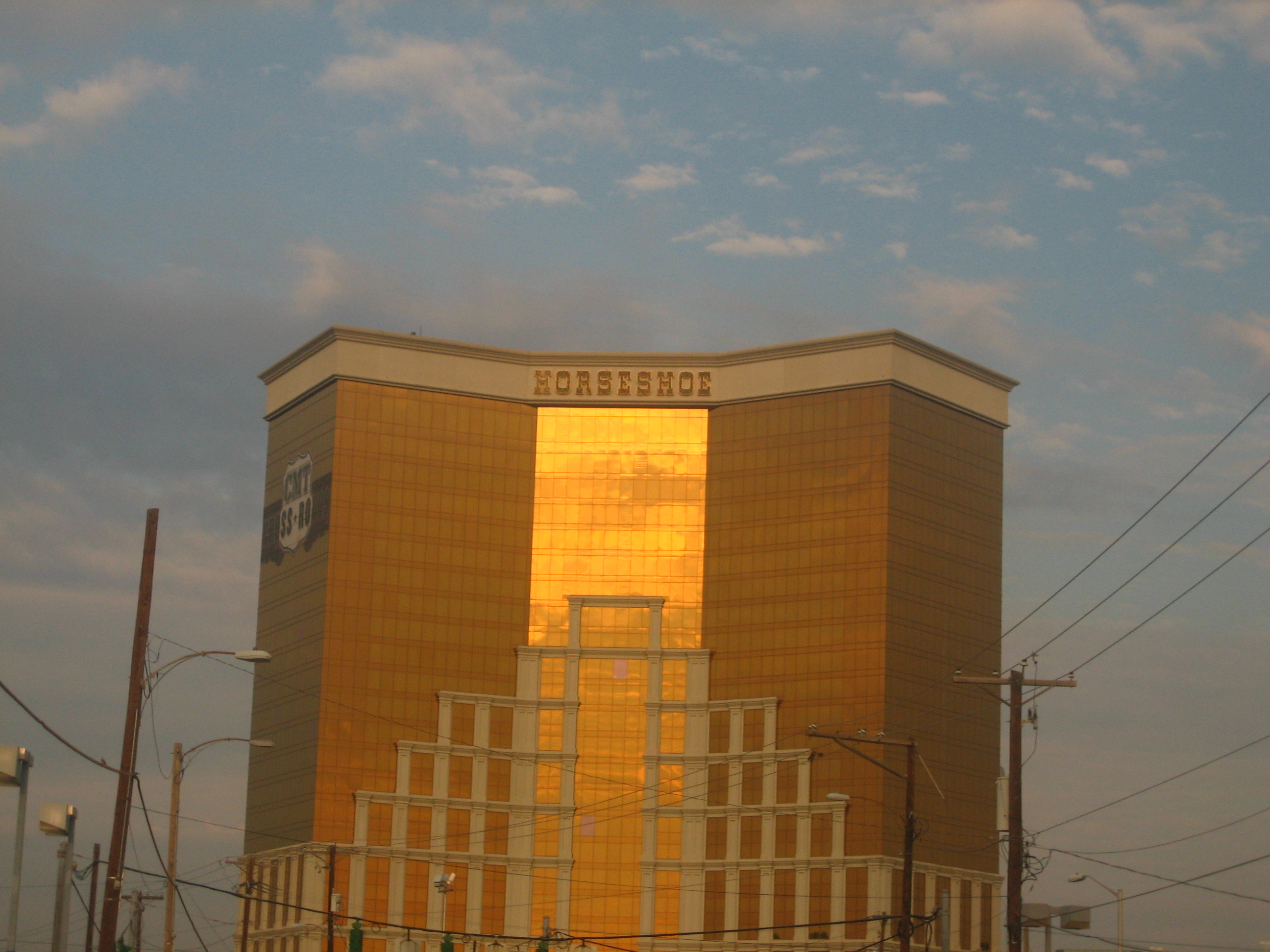
ホースシュー・カジノ・アンド・ホテル

ボージャーシティは郊外都市であるため、明確なダウンタウンは形成されていないが、シュリーブポートのダウンタウンを対岸に望むレッド川の河畔は2005年にルイジアナ・ボードウォークという屋外型アウトレットモールとして整備され、70以上の店舗や飲食店が建ち並び、事実上市の商業中心地となっている。市内で最も高い建物は、ルイジアナ・ボードウォークの南、州間高速道路I-20のインターチェンジのすぐ北に建つホースシュー・カジノ・アンド・ホテルで、26階建て、高さ87mである。
ボージャーシティの気候は、ケッペンの気候区分でこそアメリカ合衆国東海岸や南部に広く分布している温暖湿潤気候（Cfa）に属するが、実際には蒸し暑い夏と温暖で過ごしやすい冬に特徴付けられる、亜熱帯性に近い気候である。気候についての詳細はシュリーブポート (ルイジアナ州)#気候を参照のこと。

## 政治
ボージャーシティは市長制を採っている。市長は市の行政の最高責任者であり、行政実務、市政府各局の監督、および人事に責任を負う。市長は市議会の採択したいかなる条例に対しても拒否権を有する。市長の任期は4年で、多選に対しては特に制限は無い。
市の立法機関である市議会は7人の議員から成っている。そのうち5人は市を5つに分けた小選挙区から1人ずつ選出され、残りの2人は全市から選出される。市議員の任期は4年である。

## 経済

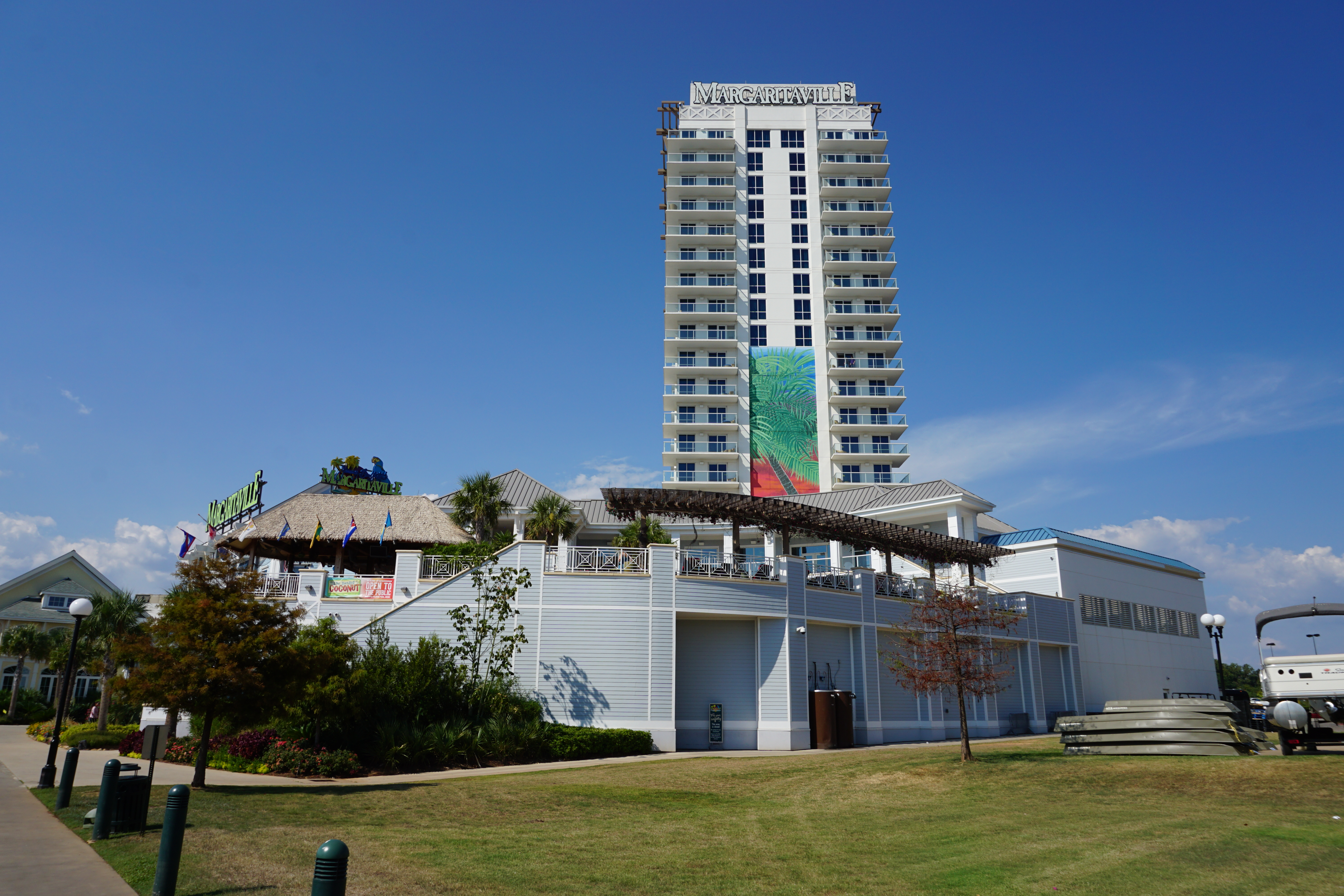
マルガリータビル・リゾート・カジノ

1990年代中盤以降にカジノが建ち始めてから、ボージャーシティを含むシュリーブポート都市圏の地域経済はカジノを中心とした観光業・サービス業によって支えられている。ボージャーシティのレッド河畔には、前述のホースシュー・カジノ・アンド・ホテルのほか、マルガリータビル・リゾート・カジノ、ダイアモンドジャックス・カジノ・アンド・リゾート、およびブームタウン・カジノ・アンド・ホテルの、4つのカジノつきホテルが建っている。また、市東部、I-20とI-220のジャンクションの北東には、競馬場とカジノ、ホテルを備えた複合施設であるハラーズ・ルイジアナ・ダウンズが立地している。

### 軍事

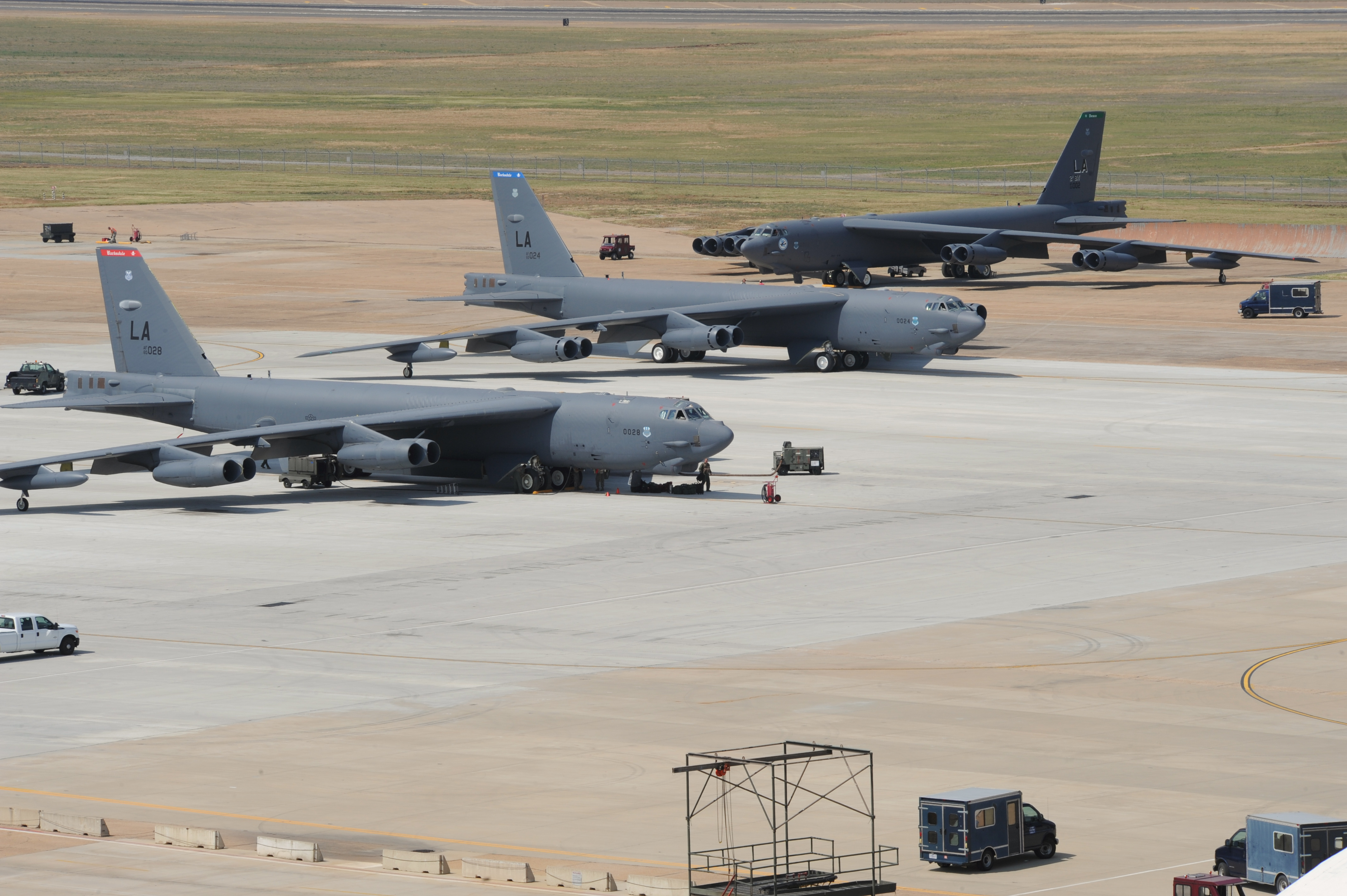
バークスデール空軍基地に駐機中の3機のB-52H

ボージャーシティには、シュリーブポート都市圏最大の雇用主であるバークスデール空軍基地が立地している。この基地は第一次世界大戦で戦績を挙げた陸軍飛行隊の先駆け的な飛行士、ユージーン・ホーイ・バークスデール中尉にちなんで名付けられ、1933年に設けられた。この基地には地球規模攻撃軍団、および同軍団を構成する2つの軍のうちの1つで、湾岸戦争や砂漠の狐作戦、アフガニスタン紛争での戦績で名高い第8空軍の司令部が置かれ、その第2爆撃航空団が配備され、B-52を装備している。

## 交通
ボージャーシティを含むシュリーブポート都市圏の玄関口となる商業空港は、シュリーブポートのダウンタウンから南西へ約7.5kmに立地するシュリーブポート地域空港（IATA: SHV）である。同空港にはアメリカン航空によるダラス・フォートワース便、デルタ航空によるアトランタ便、ユナイテッド航空によるヒューストン便およびデンバー便のほか、アレジャイアント航空によるラスベガス便およびオーランド・サンフォード便（季節便）、およびGLO航空によるニューオーリンズ便が発着している。
州間高速道路I-20はボージャーシティの市中央部を東西に通っている。I-20はテキサス州北部を横断してルイジアナ州に入り、サウスカロライナ州まで深南部を横断する幹線である。I-20の支線であるI-220は市北部を迂回するバイパスになっている。また、ヒューストン都市圏とメンフィス都市圏との間が未成になっているI-69は、市の南東を通るルートが提案されている。I-69は大部分が未成となっているが、これを全通させ、カナダ国境のミシガン州ポートヒューロンとテキサス州のメキシコ国境を結ぶ、NAFTAスーパーハイウェイとする構想が挙がっている。
ボージャーシティの公共交通機関としては、シュリーブポート地域交通システム（SporTran）の運行する路線バス網がボージャーシティもカバーしている。この路線バス網は17系統を有し、そのうち3系統がボージャーシティに乗り入れている。

## 教育
ラストンに本校を置くルイジアナ工科大学は、バークスデール空軍基地内でも科目を開講している。
ボージャーシティにおけるK-12課程は、ボージャー郡全域をカバーするボージャー郡学区の管轄下にある公立学校によって主に支えられている。同学区は小学校20校、中学校6校、高校7校を有しているほか、インターネットを利用した7-12年生向けのバーチャル・アカデミーを開講し、約22,200人の児童・生徒を抱えている。

## 文化

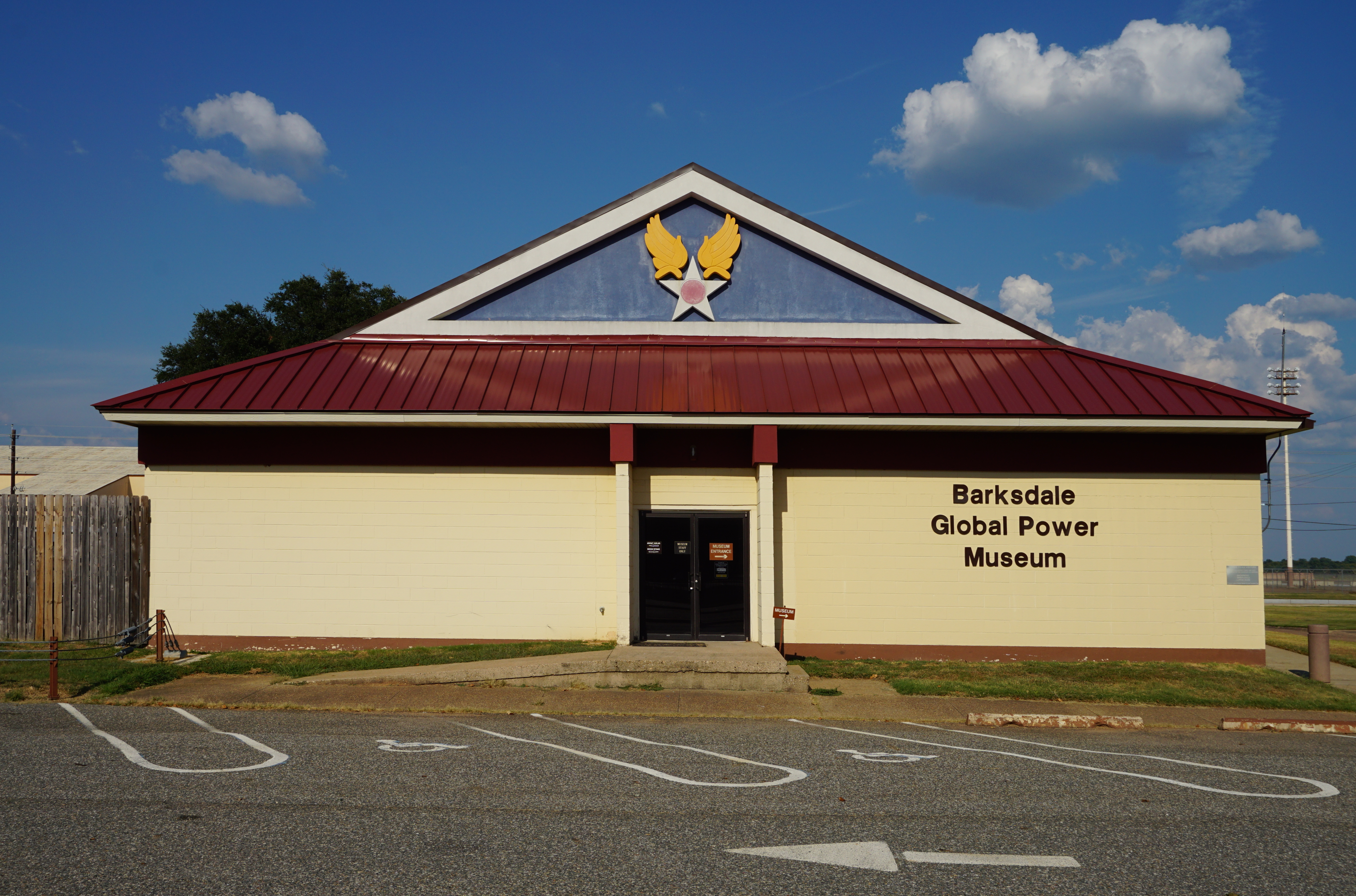
バークスデール・グローバル・パワー博物館

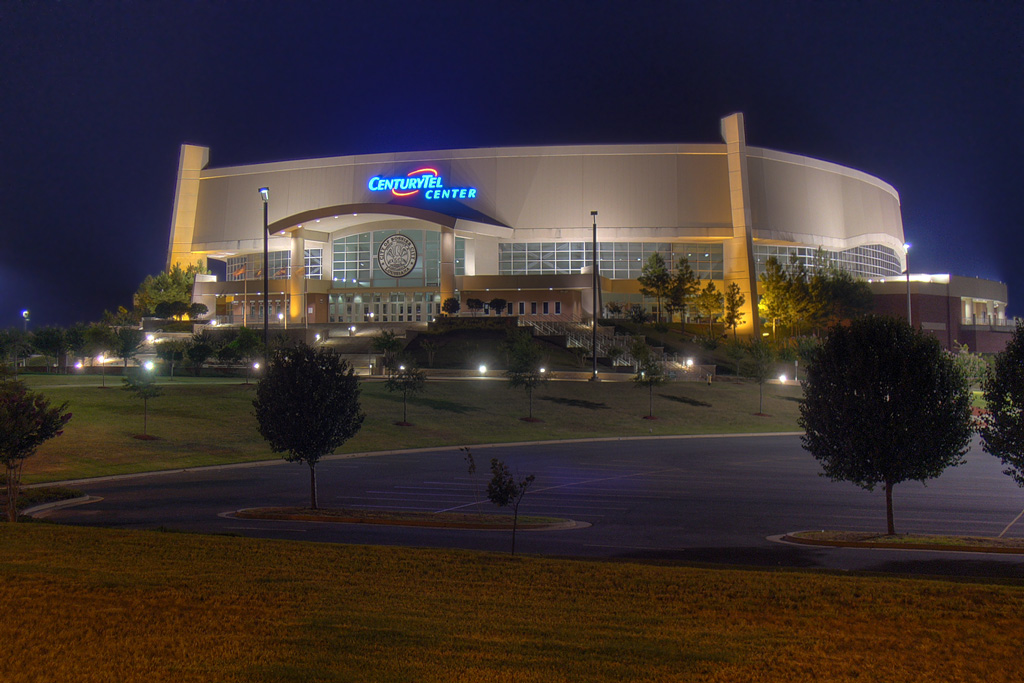
センチュリーリンク・センター

バークスデール空軍基地内にはバークスデール・グローバル・パワー博物館が立地している。同館は同基地の歴史に関するビデオの放映や、第8空軍第2爆撃航空団に関する事物を展示している。また、同館敷地内の屋外では、第二次世界大戦で活躍したB-17やB-24、P-51から、冷戦時代に導入され、21世紀に入っても使われているB-52、マッハ3の速さを誇る世界最速のジェット機SR-71等、数々の軍用航空機を展示している。
市の中心部、バークスデール・ブールバードとモンロー・ストリートの南西角にはボージャー芸術協議会本部が立地している。同会は1980年、市当局と地元芸術団体が合同で設立したものである。同会本部はギャラリー、小劇場、土産物店等を備えている。
市南部、レッド河畔に立地するセンチュリーリンク・センターは、14,000席を有する多目的アリーナである。2000年に建てられたこのアリーナは、地元スポーツチームの試合やコンサート、アイスショー、ロデオ等のイベントに使われてきた。

## 人口推移
以下にボージャーシティ市における1910年から2010年までの人口推移をグラフおよび表で示す。シュリーブポート・ボージャーシティ都市圏全体の人口については、シュリーブポート (ルイジアナ州)#都市圏人口を参照のこと。
| 統計年 | 人口     |
| ------ | -------- |
| 1910年 | 775人    |
| 1920年 | 1,094人  |
| 1930年 | 4,003人  |
| 1940年 | 5,786人  |
| 1950年 | 15,470人 |
| 1960年 | 32,776人 |
| 1970年 | 43,769人 |
| 1980年 | 50,817人 |
| 1990年 | 52,721人 |
| 2000年 | 56,461人 |
| 2010年 | 61,315人 |

## 註
1. ↑  “Quickfacts.census.gov”. 2023年11月15日閲覧。
2. 1 2 3  Cardin, Clifton D. A Brief History of the City of Bossier City. City of Bossier City. 2016年9月22日閲覧.
3. ↑  Lornell, Kip and Tracey E. W. Laird, eds. Shreveport Sounds in Black and White. Jackson, Mississippi: University Press of Mississippi. ISBN 9781934110416.
4. ↑  Crane, Amanda. "'Mr. Bossier' turns 91" (アーカイブ). Bossier Press-Tribune. 2013年1月24日.
5. ↑  American FactFinder. U.S. Census Bureau. 2011年2月4日.
6. ↑  Louisiana Boardwalk. Outlet Stores Malls. 2016年9月13日閲覧.
7. ↑  Horseshoe Casino Hotel. Emporis. 2016年9月16日閲覧.
8. ↑  "CHAPTER 4. - MAYOR". City Charter. City of Bossier City. 1980年.
9. ↑  "CHAPTER 3. - CITY COUNCIL". City Charter. City of Bossier City. 1980年.
10. ↑  Riverboat Casinos. Shreveport-Bossier Convention & Tourist Bureau. 2016年9月13日閲覧.
11. ↑  Shreveport Top Employers. Livability. 2011年4月29日. 2016年9月15日閲覧.
12. ↑  Major Employers. Greater Bossier Economic Development Foundation. 2016年9月15日閲覧.
13. ↑  Barksdale Information. Barksdale Air Force Base. 2016年9月11日閲覧.
14. ↑  Shreveport Rgn'l. (Form 5010) Airport Master Record. Federal Aviation Administration. 2016年9月15日. 2016年9月19日閲覧.
15. ↑  Airline Service. Shreveport Regional Airport. 2016年9月19日閲覧.
16. ↑  Robinowitz, Mark. PEAK TRAFFIC: Planning NAFTA Superhighways at the End of the Age of Oil - Part One. Wikderness Publications. 2006年5月10日. 2016年9月19日閲覧.
17. ↑  Regular Service System Map. Shreveport Area Transit System. 2016年5月12日. 2016年9月19日閲覧.
18. ↑  Louisiana Tech University Barksdale Air Force Base. Louisiana Tech University. 2016年9月20日閲覧.
19. ↑  Welcome to Bossier Schools, Elementary Schools, Middle Schools, High Schools. Bossier Parish School Board. 2016年9月21日閲覧.
20. ↑  Exhibits. Barksdale Global Power Museum. 2016年9月25日閲覧.
21. ↑  About Us. Bossier Arts Council. 2016年9月26日閲覧.
22. ↑  About CenturyLink Center. CenturyLink Center. 2016年9月21日閲覧.
23. ↑  Gibson, Campbell. Population of the 100 Largest Cities and Other Urban Places in the United States: 1790 to 1990. US Census Bureau. 2005年.